# Aknīste
Aknīste (németül: Oknist, litvánul: Aknysta) város Lettországban, a litván határon. A település 1991-ben kapott városi rangot, egyike Lettország legfiatalabb városainak.